# Samsung Galaxy Tab S
Die Samsung Galaxy Tab S-Serie ist eine im Sommer 2014 eingeführte Reihe von Tabletcomputern des südkoreanischen Konzerns Samsung mit dem Android-Betriebssystem und mit Super-AMOLED-Displays. Nachfolger der Galaxy-Tab-S-Serie ist die Serie Galaxy Tab S2. Zwei Größenvarianten (8,4 Zoll und 10,5 Zoll) werden als WiFi- oder LTE-Version mit verschieden großen Speichervarianten ausgeliefert.

## Ausstattung
Die Super-AMOLED-Displays der Tablets verfügen über eine Auflösung von 2560 × 1600 Pixel (WQXGA). Farbspektrum, Schärfe und Kontrast können in den Einstellungen manuell angepasst werden. Dies geschieht zudem automatisch, wenn sich der Nutzer in bestimmten Apps befindet und z. B. ein E-Book liest oder Fotos und Videos ansieht.
Als Prozessor kommt ein SoC von Samsung zum Einsatz, der bei 1,9-GHz-Taktung acht Kerne betreibt. Diesem stehen 3 GB an Arbeitsspeicher zur Verfügung.
Weitere (teilweise vom Galaxy S5 bekannte) Neuerungen der Galaxy-Tab-S-Serie sind der Fingerabdruckscanner, die Weiterleitung von Anrufen über Samsungs SideSync-3.0-Software, ein Kindermodus, der Eltern das Umschalten auf eine kindgerechte Nutzeroberfläche ermöglicht sowie ein Multi-Window-Modus, der das Öffnen mehrerer Anwendungen zur gleichen Zeit nebeneinander unterstützt und auch bei anderen Samsung-Tablets implementiert ist.

## Produktprobleme
Bei bestimmten Tablets der 8,4-Zoll-Variante kam es zu Verformungen der Rückseite kommen. Kunden gaben als Grund dafür eine ungewöhnliche Hitzeentwicklung an. Laut Samsung handelt es sich hierbei um einen Produktionsfehler, der nur eine geringe Anzahl an Geräten betrifft. Das Problem soll aber weder an einer Überhitzung noch an dem verwendeten Material liegen. Betroffene Kunden sollen sich an den Samsung-Kundendienst wenden.

## Nachfolger
Im September 2015 erschien das Samsung Galaxy Tab S2 mit 8,0- und 9,7-Zoll-Bildschirm. Im April 2017 folgte das Samsung Galaxy Tab S3 mit 9,7 Zoll und im August 2018 das Samsung Galaxy Tab S4 (mit S Pen) mit 10,5-Zoll-Bildschirm. Im April 2019 folgten das Galaxy Tab S5e (ohne S Pen) und das Galaxy Tab S6 (August 2019) folgte ab August 2020 die Galaxy Tab S7-Reihe, bestehend aus dem S7 (mit 11,0 Zoll großem Display), dem S7+ und dem S7 FE 5G (welche beide einen 12,4" Display besitzen).  
Anfang 2022 erschien die Galaxy Tab 8 Reihe bestehend aus dem Tab S8 (11") Tab S8+ (12,4"), und dem Tab S8 Ultra (14,6"). 